# Moghilău, Belarus
Moghilău (Mahiliou) (belarusă Магілёў; rusă Могилёв, Moghiliov) este un oraș din Republica Belarus.

## Personalități născute aici
- Nikolai Sudzilovski (1850 - 1830), revoluționar, om de știință rus;
- Irving Berlin (1888 - 1989), compozitor american;
- Otto Schmidt (1891 - 1956), matematician, astronom sovietic;
- Eugeniu Ureche (1917 - 2005), actor, cântăreț moldovean;
- Aleksandr Maseikov (n. 1971), sportiv la canoe sprint⁠(d);
- Veronika Țepkalo (n. 1976), activistă belarusă;
- Aliona Lanskaia (n. 1985), , cântăreață belarusă;
- Shimshon Daniel Izakson (n. 1987), rabin evreu;
- Lidia Zabloțkaia (n. 1998), cântăreață belarusă.

1. ↑  Страница председателя (în rusă), accesat în 20 noiembrie 2022